# Кома, Марк
Марк Ко́ма Кампс (исп. Marc Coma Camps; род. 7 октября 1976, Авиа) — испанский мотогонщик. Пятикратный победитель ралли-марафона «Дакар» (2006, 2009, 2011, 2014 и 2015 годов). Шестикратный чемпион мира по ралли-рейдам (2005—2007, 2010, 2012 и 2014 годов).

## Карьера
Марк Кома начал заниматься мотоспортом в юности по инициативе отца и дяди, бывших мотогонщиков. В 18 лет Марк выиграл юниорский чемпионат Испании по эндуро. Через год каталонца включили в состав национальной сборной на чемпионат мира, где испанцы заняли 2-е место. В 1998 году испанцы вместе с Комой выиграли командный зачёт мирового первенства, а сам он стал чемпионом мира среди молодёжи.
В дальнейшем Марк продолжал участвовать в эндуро-соревнованиях, а в январе 2002 года дебютировал на ралли «Дакар», где выбыл из борьбы на девятом этапе из-за поломки мотоцикла CSV. Через год получил возможность выступить за команду Telefónica MoviStar Repsol, где его напарниками стали Нани Рома и Исидре Эстеве. Кома, управлявший мотоциклом KTM 660, стал в престижнейшем ралли-рейде 11-м, показав ряд высоких результатов на заключительной стадии марафона (на 14—16 этапах он финишировал 3-м).
На «Дакаре» 2004 года после 12 этапов занимал 7-е место, но затем попал в аварию и был вынужден сойти с дистанции — при падении гонщик получил травму правого запястья и вместе с тем перевернувшийся мотоцикл ударил его по голове.
В 2005 году он занял на «Дакаре» 2-е место, через год одержал на нём дебютную победу. В 2005—2007 годах испанец никому не отдавал титул чемпиона мира по ралли-рейдам. Кома лидировал с часовым преимуществом на «Дакаре-2007», но сошёл после падения.
Вторая победа пришла к каталонцу на первом южноамериканском «Дакаре». Через год он стал 15-м из-за 6-часового штрафа, начисленного за незаконную смену покрышки; на этапах «Дакара-2010» Кома одержал 4 победы и по чистому времени стал 2-м.
В марафоне 2011 года главным конкурентом испанца снова стал Сириль Депре. Соперники ехали примерно в одном темпе, но француз потерял по 10 минут из-за ошибки в навигации и в качестве наказания за опоздание на старт спецучастка, и в итоге уступил Коме 15 минут. Следующий «Дакар» испанец проиграл Депре на предпоследнем этапе, где заблудился, а кроме того, на его KTM 450 Rally возникли неполадки в работе коробки передач. После финиша этапа команда решила заменить двигатель на мотоцикле Марка, вследствие чего он был оштрафован на 45 минут.
В 2013 году Кома не принимал участия в «Дакаре», поскольку не полностью восстановился после травмы левого плеча, полученной в результате падения с мотоцикла на третьем этапе Ралли Марокко-2012 (17 октября 2012 года).
2 июля 2015 года объявил о завершении профессиональной гоночной карьеры и переходе на должность спортивного директора ралли-марафона «Дакар».